# Pierzchnia (wędkarstwo)
Pierzchnia – narzędzie umożliwiające wyrąbywanie przerębla w lodzie. Wygląda jak długi pręt z rączką (lub bez) na jednym końcu i zaostrzoną metalową końcówką na drugim końcu. Służy głównie wędkarzom, ponieważ pierzchnią można wybić w lodzie jedynie małe otwory. Używana jest głównie do stosunkowo cienkiego (ale już bezpiecznego lodu). Przy grubszym lodzie potrzebny jest świder. Pierzchnia ma kształt piki. Posiada jeden koniec metalowy lub cała jest z metalu. Najczęściej jej wnętrze jest wypełnione ciężkim metalem (często jest to ołów).
Wykonywanie przerębla przy użyciu pierzchni odbywa się bardzo prosto: należy systematycznie uderzać w wybrane miejsce, aż powstanie prześwit do wody. Następnie trzeba poszerzyć uderzeniami boki otworu (zazwyczaj przerębel poszerza się na tyle, by można było łowić ryby). Metoda ta nadaje się do wykonywania tylko małych otworów w lodzie, dlatego służy głównie wędkarzom.
Obecnie pierzchnie mają różne długości, ale często z długością wiąże się ciężar (waga metalu), który ma duży wpływ na siłę uderzenia. Niektóre pierzchnie można rozkręcać na dwie lub trzy części dla łatwiejszego transportu. Zakończenia są różnego kształtu, ale zawsze zaostrzone tak, by łatwo było łupać lód. Niektóre pierzchnie mają celowo wyprofilowane ostrza (głownie), tak by lód kruszył się albo odłupywał. Jest to zależne od kąta ścięcia i kształtu głowni.
Zagrożeniem przy używaniu tego narzędzia jest utrata go. Kiedy przy którymś z kolei silnym uderzeniu o taflę lodu, pierzchnia niespodziewanie przebije się przez lód, poprzez siłę rozpędu łatwo może wypaść z rąk i wpaść pod lód. Dlatego niektóre pierzchnie mają specjalne pętle do zahaczenia ich na ręce.
Niektórzy wędkarze tworzą własne pierzchnie samodzielnie. Zazwyczaj używają do tego stalowego, pełnego pręta o pożądanej długości i średnicy (zgodnie z własnym planem i wymaganiami). Jedną stronę zakrzywiają tak, że powstaje „rączka”, a drugi koniec zostaje spiłowany i naostrzony zgodnie z preferencjami właściciela.